# Pyrrhus II
Pour les articles homonymes, voir Pyrrhus.
Pyrrhus II (en grec ancien Πύρρος / Pýrrhos), né vers 271 et mort vers 234 av. J.-C., est un roi d'Épire de la dynastie des Éacides qui règne de 252/247 à 234 av. J.-C. Il est le petit-fils de Pyrrhus Ier.

## Biographie
Pyrrhus II est le fils aîné d'Alexandre II et de sa sœur-épouse Olympias II. À la mort de son père vers 252/247 av. J.-C., Pyrrhus II devient roi associé d'Épire avec son frère cadet Ptolémée sous la régence de leur mère. C'est à cette époque que l'Épire doit faire face aux première menaces de la Ligue étolienne sur l'Acarnanie occidentale. Afin de consolider les bonnes relations avec le royaume de Macédoine, Phthia, la sœur des deux rois, épouse avant 246 ou en 239 Démétrios II qui, à cette occasion, chasse son épouse Stratonice II qui se réfugie chez son frère Antiochos II.
Le règne personnel de Pyrrhus II et de son frère s'étend de 241 à 234. Ces derniers doivent faire face à l'accord entre la Ligue achéenne et la Ligue étolienne qui permet à cette dernière de reprendre ses attaques contre l'Acarnanie épirote. Vers 233, Néréis, la fille aînée du roi, épouse Gélon II, fils et héritier de Hiéron II de Syracuse. Pyrrhus II et son frère disparaissent simultanément vers 234. Deux ans après le meurtre de sa seconde fille et ultime héritière, Déidamie, qui est sans enfant, la monarchie des Éacides disparaît et l'Épire se dote d'un système fédéral analogue à celui de l'Étolie voisine.

## Descendance
D'une épouse inconnue, Pyrrhus II laisse deux filles :
- Néréis, née vers 250 av. J-C. et décédé entre -230 et -214 ; elle épouse vers 233 Gélon II, fils de Hiéron II, et donne naissance à Hiéronyme, dernier tyran de Syracuse ;
- Déidamie, dernière princesse éacide qui meurt sans enfant vers 233[2].